# Alchemistisches Medaillon
Das Alchemistische Medaillon (auch Alchimistenmedaillon) Kaiser Leopolds I. (reg. 1657–1705) ist ein hochovales Medaillon aus einer Gold-Silber-Kupfer-Legierung. Es zählt mit einer Höhe von 374 mm und einer Breite von 301 mm zu den größten Medaillen weltweit. Das Alchemistische Medaillon gehört zu den Prunkstücken des Münzkabinetts des Kunsthistorischen Museums Wien (Inv.-Nr.: MK 27bβ).

## Geschichte
Das Alchemistische Medaillon wird dem aus Südtirol stammenden Wachsbossierer und Medailleur Johann Permann zugeschrieben.
Die Bildseite zeigt im Zentrum die gestaffelten Porträts von Leopold I. und seiner Gemahlin Eleonore Magdalena (1655–1720) umgeben von vierzig Brustbildnissen von tatsächlichen aber auch erfundenen Vorfahren des Kaisers. Auf der Schriftseite befindet sich eine Widmung des böhmischen Alchemisten Johann Wenzel Seiler von Reinburg an seinen Förderer Leopold I. Das ursprünglich silberfarbige Medaillon wurde 1677 im Beisein des Kaisers in eine Flüssigkeit (vermutlich Salpetersäure) getaucht, wodurch es seine heute goldene Farbe annahm. Die scheinbare Umwandlung des Metalls, die für das Medaillon namensgebend war, lässt sich offenbar aus dem Verhalten der Metalllegierung erklären, indem die Säure das Silber von der Objektoberfläche löste und das Medaillon golden erschien.
Zu den zentralen Themen dieses Prunkstücks zählen sowohl die Genealogie des Hauses Habsburg als auch der zeitgenössische Stellenwert der Alchemie.